# Çovdar (Daşkəsən)
Çovdar è un comune dell'Azerbaigian situato nel distretto di Daşkəsən. Conta una popolazione di 65 abitanti.